# Magdaléna Rybáriková
Magdaléna Rybáriková (Bratislava, Eslovaquia, 4 de octubre de 1988) es una extenista profesional de Eslovaquia.
En 2006 alcanzó la final individual júnior del torneo de Wimbledon. En 2008 consiguió clasificarse para los cuadros sénior de Roland Garros, Wimbledon y el Abierto de Estados Unidos. En el torneo francés perdió en segunda ronda ante la finalista de ese año, la rusa Dinara Sáfina, por 6–0 y 6–1.

## Títulos WTA (5; 4+1)

### Individual (4)
| Leyenda: Antes de 2009     | Leyenda: A partir de 2009 |
| -------------------------- | ------------------------- |
| Grand Slam (0)             |                           |
| Juegos Olímpicos (0)       |                           |
| WTA Tour Championships (0) |                           |
| Tier I (0)                 | Premier Mandatory (0)     |
| Tier II (0)                | Premier 5 (0)             |
| Tier III (0)               | Premier (0)               |
| Tier IV & V (0)            | International (4)         |

| N.º | Fecha                 | Torneo     | Superficie | Oponente en la final     | Resultado   |
| 1.  | 14 de junio de 2009   | Birmingham | Hierba     | Na Li                    | 6-0, 7-6(2) |
| 2.  | 19 de febrero de 2011 | Memphis    | Dura (i)   | Rebecca Marino           | 6-2, ret.   |
| 3.  | 4 de agosto de 2012   | Washington | Dura       | Anastasía Pavliuchénkova | 6-1, 6-1    |
| 4.  | 4 de agosto de 2013   | Washington | Dura       | Andrea Petković          | 6-4, 7-6(2) |

#### Finalista (4)
| N.º | Fecha                    | Torneo     | Superficie | Oponente en la final | Resultado     |
| 1.  | 24 de septiembre de 2011 | Guangzhou  | Dura       | Chanelle Scheepers   | 2-6, 2-6      |
| 2.  | 23 de agosto de 2014     | New Haven  | Dura       | Petra Kvitová        | 4-6, 2-6      |
| 3.  | 15 de octubre de 2017    | Linz       | Dura (i)   | Barbora Strýcová     | 4-6, 1-6      |
| 4.  | 24 de junio de 2018      | Birmingham | Hierba     | Petra Kvitová        | 6-4, 1-6, 2-6 |

### Dobles (1)
| Leyenda: Antes de 2009     | Leyenda: A partir de 2009 |
| -------------------------- | ------------------------- |
| Grand Slam (0)             |                           |
| Juegos Olímpicos (0)       |                           |
| WTA Tour Championships (0) |                           |
| Tier I (0)                 | Premier Mandatory (0)     |
| Tier II (0)                | Premier 5 (0)             |
| Tier III (0)               | Premier (0)               |
| Tier IV & V (0)            | International (1)         |

| N.º | Fecha             | Torneo   | Superficie    | Pareja           | Oponentes en la final            | Resultado |
| 1.  | 6 de mayo de 2012 | Budapest | Tierra batida | Janette Husárová | Eva Birnerová Michaella Krajicek | 6-4, 6-2  |

#### Finalista (1)
| N.º | Fecha                    | Torneo   | Superficie | Pareja             | Oponentes en la final            | Resultado |
| 1.  | 20 de septiembre de 2010 | Tashkent | Dura       | Alexandra Dulgheru | Aleksandra Panova Tatiana Puchek | 3-6, 4-6  |

### Clasificación en torneos del Grand Slam en individuales
| Torneo                 | 2008 | 2009 | 2010 | 2011 | 2012 | 2013 | 2014 | 2015 | 2016 | 2017 | G-P  | Títulos |
| ---------------------- | ---- | ---- | ---- | ---- | ---- | ---- | ---- | ---- | ---- | ---- | ---- | ------- |
| Australian Open        | -    | 1R   | 1R   | 1R   | 1R   | 1R   | 2R   | 2R   | 2R   | -    | 3-8  | 0       |
| Roland Garros          | 2R   | 2R   | 2R   | 1R   | 1R   | 2R   | 2R   | 2R   | 1R   | 2R   | 6-8  | 0       |
| Wimbledon              | 1R   | 1R   | 1R   | 1R   | 1R   | 1R   | 1R   | 3R   | 1R   | SF   | 11-9 | 0       |
| US Open                | 3R   | 3R   | 1R   | 1R   | 2R   | 1R   | 1R   | 1R   | -    | 3R   | 7-9  | 0       |
| WTA Tour Championships | -    | -    | -    | -    | -    | -    | -    | -    | -    | -    | 0-0  | 0       |